# Jules Eugene Pages
Jules Eugene Pages parfois Jules Eugène Pagès ou simplement Jules Pagès (1867-1946), né à San Francisco  est un peintre américain. 

## Biographie
Jules Pagès grandit dans un milieu artistique, son père dirigeant une entreprise de gravure, il y travailla comme apprenti. En 1888, il se rend à Paris pour étudier à l'Académie Julian  avec Jules Joseph Lefebvre, Jean-Joseph Benjamin-Constant et Tony Robert-Fleury. 
Après son retour à San Francisco, il a travaillé comme illustrateur pour le San Francisco Examiner, et d'autres journaux. Il revient à Paris, en 1902, et commence à enseigner les cours du soir à l'Académie Julian. Pages passa quarante ans en France, revenant fréquemment à San Francisco pour peindre et exposer son œuvre. Après le déclenchement de la Seconde Guerre mondiale, Pages est retourné aux États-Unis et est mort à San Francisco le 22 mai 1946. 
Il est connu pour ses paysages, ses  marines et ses peintures de genre à la manière impressionniste.

## Collections
- San Francisco De Young Museum
- Musée d'Orsay
- Bohemian Club San Francisco

## Galerie

Œuvres de Jules Pagès
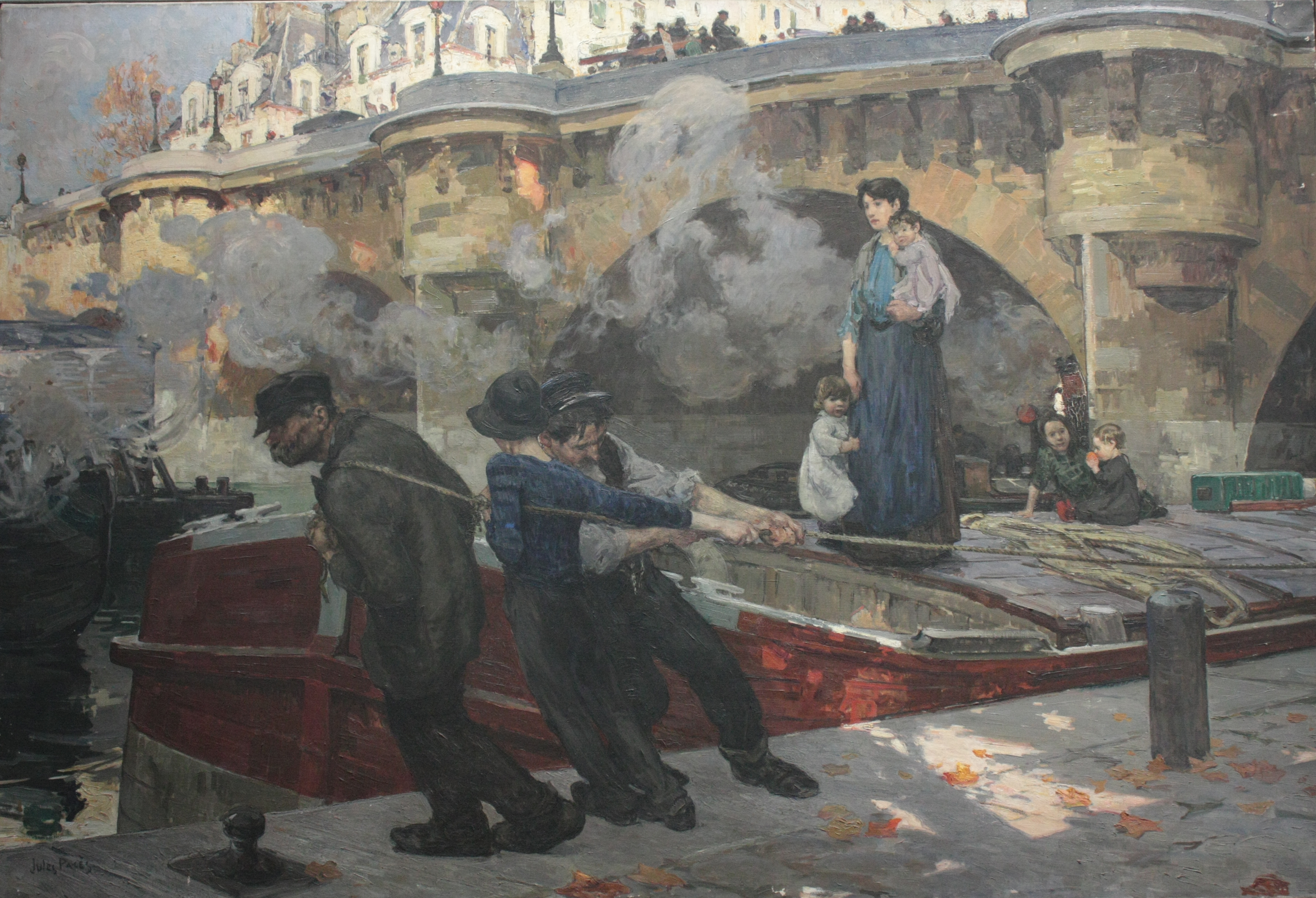
Mariniers au Pont Neuf à Paris, 1910, Musée des beaux-arts de Pau